# Чензи (Катанцаро)
Чензи је насеље у Италији у округу Катанцаро, региону Калабрија.
Према процени из 2011. у насељу је живело 228 становника. Насеље се налази на надморској висини од 230 м.